# The Very Best of Sex Pistols and We Dont Care
The Very Best Of Sex Pistols and We Dont Care es un álbum recopilatorio de los Sex Pistols, que fue lanzado en 1979, solo en Japón.
El álbum contiene dos temas inéditos de los Sex Pistols llamados Here We Go Again y Black Leather.

## Listado de temas
Todos los temas cantados por Johnny Rotten, a menos que se indique lo contrario.

### Lado 1
1. "Pretty Vacant"
2. "No Fun"
3. "Anarchy In The U.K."
4. "I Wanna Be Me"
5. "God Save the Queen"
6. "Here We Go Again" (vocal: Paul Cook y Steve Jones)

### Lado 2
1. "Great Rock And Roll Swindle" 
 (vocal: Eduard Tudor Pole)
2. "C´Mon Everybody" (vocal: Sid Vicious)
3. "Did You No Wrong"
4. "Black Leather" (vocal: Paul Cook y Steve Jones)
5. "Silly Thing" (vocal: Steve Jones)
6. "My Way" (vocal: Sid Vicious)

- Datos: Q6145445